# Печери Моґао
40°02′14″ пн. ш. 94°48′15″ сх. д. / 40.037222222222° пн. ш. 94.804166666667° сх. д.
Моґао (кит. 莫高窟, «Печера не для високих») — найбільша печера ранньобуддійського печерного храмового комплексу Цяньфодун («Печера тисячі Будд»), спорудженого в 353–366 роках за 25 км від оази Дуньхуан, провінція Ґаньсу, Китай. Цяньфодун, який частіше називають Моґао по головній печері, об'єднує 492 святилища, які прикрашені фресками й скульптурами, виготовленими протягом цілого тисячоліття (IV—XIV ст.).

## Загальна характеристика
Моґао, поряд з Печерою тисячі Будд в Безеклік, — один з найбільш ранніх буддійських храмів Китаю. Його виникнення на східній околиці пустелі Такла-Макан невипадкове: тут проходили каравани з шовком, разом з якими буддійські вчення просочувалися в Китай. На відміну від пізніших печерних храмів, подібних до Лунмень і Юньґан, в оздобленні Могао переважає не скульптура, а фресковий живопис. Її площа оцінюється в 42 000 кв. метрів. Багатофігурні фризоподібні розписи виконані строкатими клейовими фарбами по сухому ґрунту. Багато з них всуціль покривають стіну печери, відрізняючись динамізмом і життєвістю.

## Рукописи
На рубежі XX століття в одній з печер було виявлено величезний склад рукописів (приблизно 20 000 об'єктів). Імовірно, їх складали тут в XI столітті, коли манускрипти стали витіснятися з ужитку друкованими книгами. Рукописний фонд Могао дуже різноманітний за змістом і датуваннями — це буддійські, даоські, несторіанські і маніхейські релігійні тексти, трактати з філософії, математики, медицини, астрономії, історії та географії, словники, записи народних пісень і класичної китайської поезії, офіційні документи. Серед рукописних пам'яток Могао є «Книга ворожінь» — унікальний текст, написаний тюркським рунічним письмом не на камені, а на папері. Спектр мов вивчених манускриптів також дуже різноманітний — це класична і розмовна (байхуа) китайська мова, тибетська, санскрит, палі, тангутська, хотанська, согдійська і тохарськ мови.
Звістка про відкриття розбурхало науковий світ Європи, і 1907 року найцінніші рукописи разом з найдавнішою у світі друкованою книгою «Діамантова сутра» (бл. 868), були вивезені Аурелем Стейном в Британський музей. Слідом за Стейном храмовий комплекс відвідали представницькі наукові експедиції з Франції (Поль Пеллі) і Росії (Сергій Ольденбург), які також повернулися до Європи не з порожніми руками. Частину рукописів, що залишилася, було передано до Пекінської бібліотеки.

## Фрески
Фресковий живопис Могао становить тисячолітній пласт образотворчого мистецтва Китаю. За стилістикою зображень його поділяють на чотири періоди:
- Північних Династій і Династії Суй;
- Династії Тан (найпишніші настінні розписи);
- епохи «Десяти царств» і імперії Сун;
- Західної Ся і Династії Юань.

Велика частина фресок присвячена Будді, його проповідей і джатакам, а також бодхісаттвам, Апсарам (феям), ченцям, благочестивим вірянам. Імовірно, у давнину ці зображення служили для наочного подання канонів буддизму неписьменним людям. Багато розписів відтворюють справжні події з історії поширення буддизму.
Майже у всіх 492 печерах наявні зображення прекрасних апсар (Фейтянь飞天). Вони співають, гарно танцюють, грають на лютні кіба та інших музичних інструментах, розкидають квіти, супроводжуючи Будду, який читає проповідь. У них немає крил і тільки довгі різнобарвні стрічки допомагають феям парити в повітрі.
Інші розписи присвячені подіям з повсякденного життя: урочистий виїзд імператора, іноземні посли на бенкеті, зустріч китайських і західних купців, турніри воїнів, виступи музикантів, весільна церемонія, сцени полювання, рибної ловлі, сільськогосподарських робіт. Фрески зображують людей різних національностей і соціальних верств, їх звичаї та одяг.

## Галерея

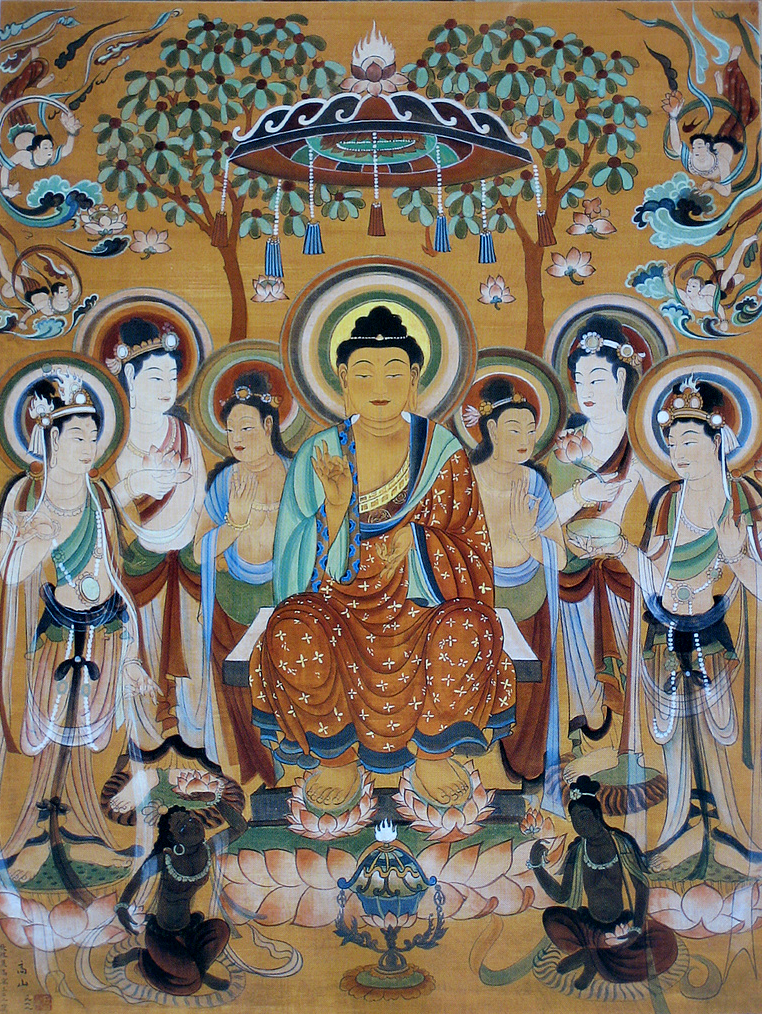
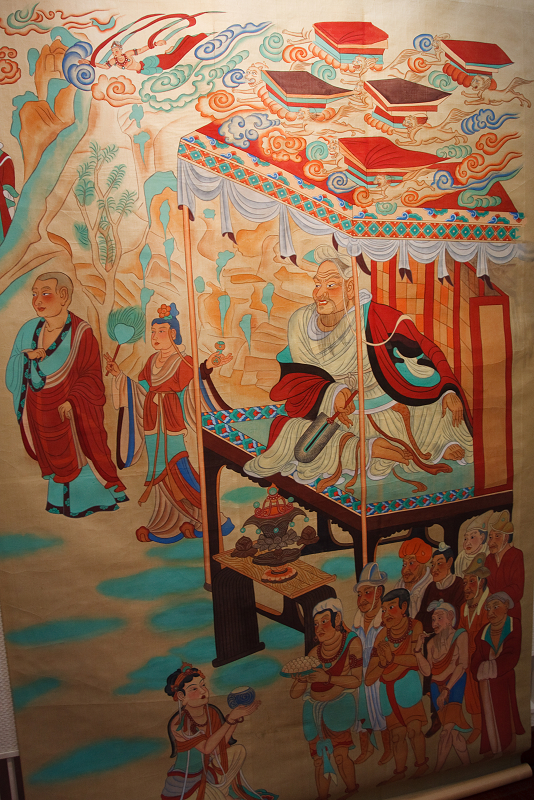
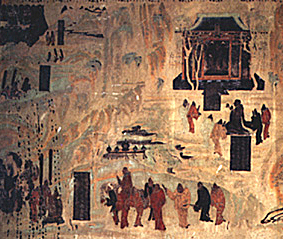
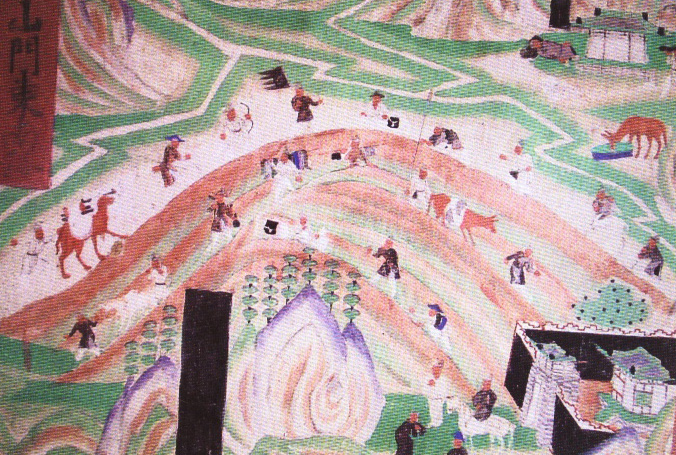
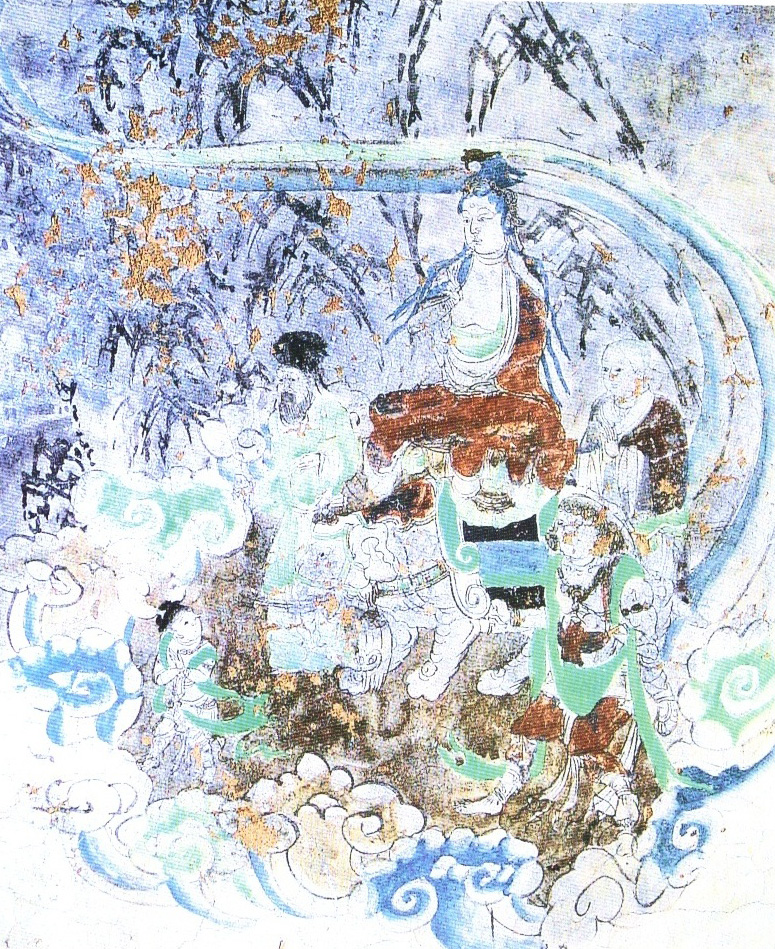
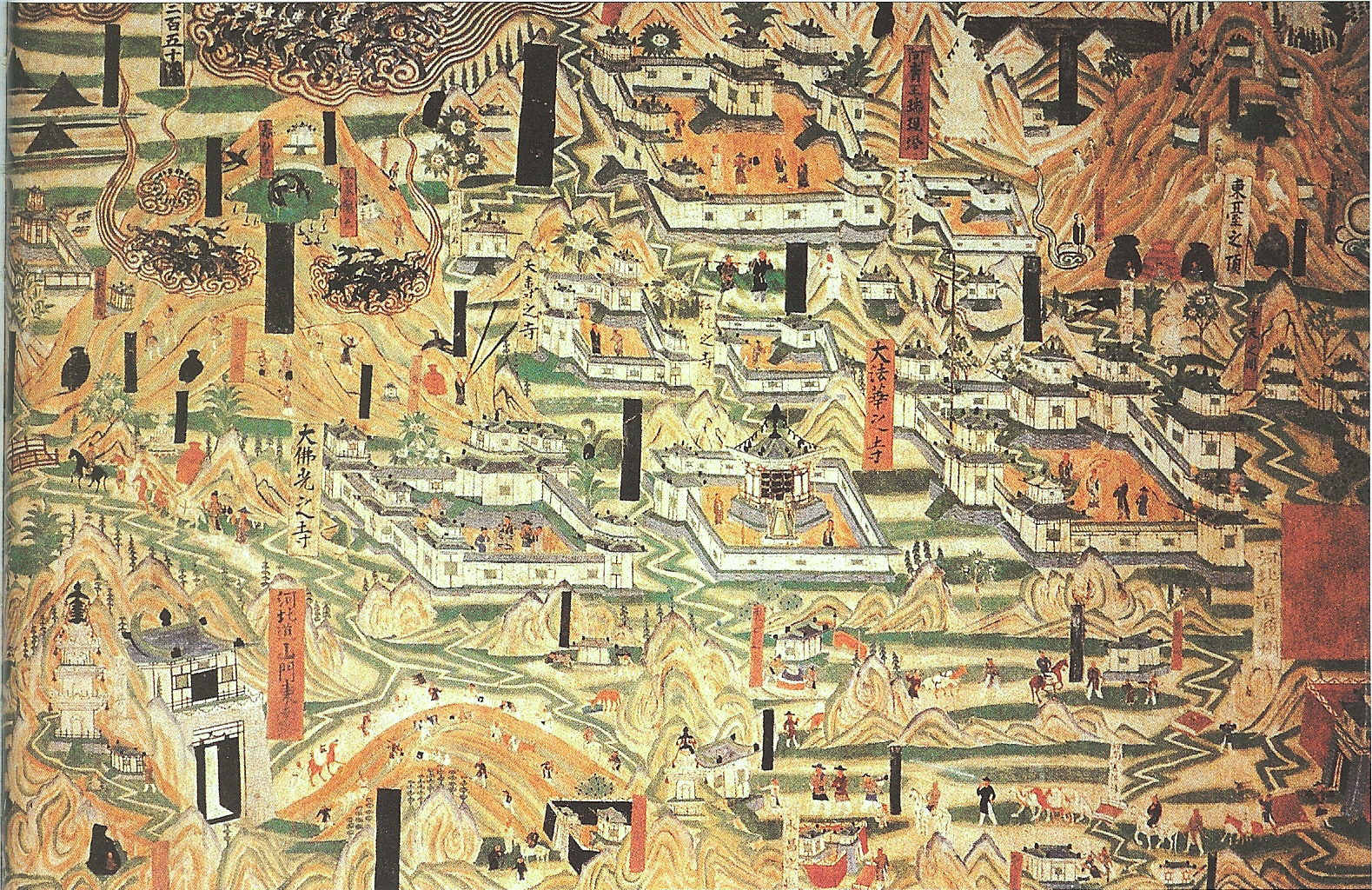
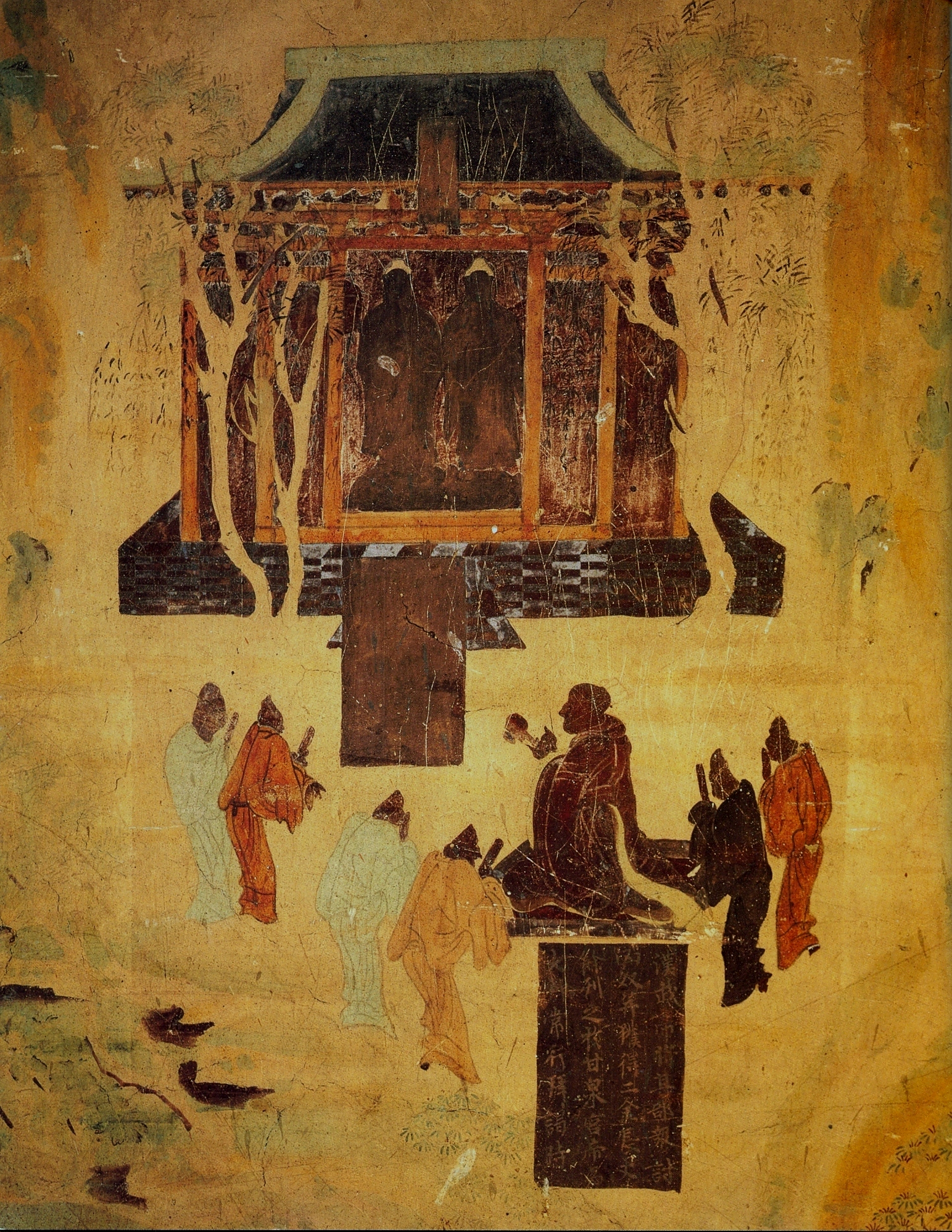
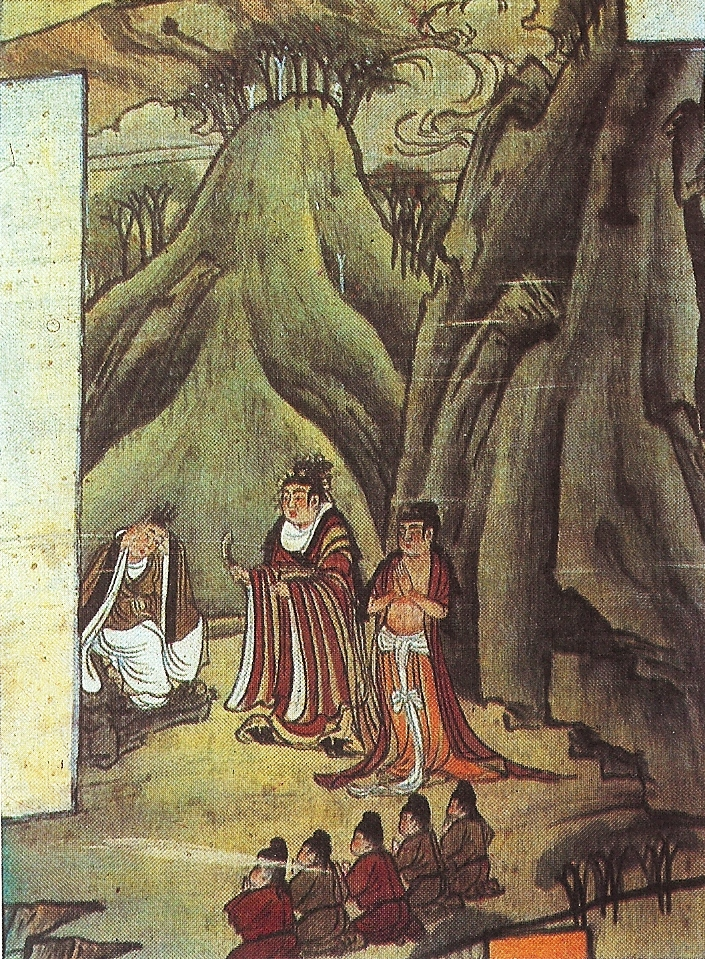